# Шрек 5
«Шрек 5» (англ. Shrek 5) — майбутній комп'ютерний повнометражний анімаційний фільм кіностудії Dreamworks Animation, п'ята стрічка у франшизі Шрек. Вихід фільму запланований на 30 червня 2027 року.

## Сюжет
Сюжет мультфільму поки не розголошується.
Перший тизер, опублікований 27 лютого 2025 року, дає уявлення про сюжетний напрям нового фільму. У короткому ролику Шрек, дивлячись у чарівне дзеркало, бачить меми про себе, що викликає у нього шок. Це натякає на те, що п’ята частина враховуватиме сучасні культурні тенденції та інтернет-феномени. Також у тизері з’являється доросла Феліція, що підтверджує стрибок у часі та нові випробування для головних героїв.

## Виробництво

### Препродакшн
Влітку 2016 року у виданні The Hollywood Reporter з'явилася інформація про те, що робота над п'ятим фільмом франшизи розпочалася й має завершиться до 2019 року. Згодом у 2018 році стало відомо що роботу на сценарієм стрічки для п'ятого фільму, над яким працював Майкл Маккаллерс, вже завершено.
У листопаді 2018 року у виданні «Variety» повідомили, що керівництво Dreamworks Animation доручило відродити франшизи «Шрека» та «Кота в чоботях» продюсеру Крісу Меледанрі.
Едді Мерфі в інтерв'ю порталу Collider підтвердив інформацію про те, що наступна частина мультфільму "Шрек" знаходиться в активній розробці та, за останніми даними, може вийти вже у 2025 році.